# Turbinicarpus schmiedickeanus
Turbinicarpus schmiedickeanus ist eine Pflanzenart in der Gattung Turbinicarpus aus der Familie der Kakteengewächse (Cactaceae). Das Artepitheton schmiedickeanus ehrt den deutschen Kakteenliebhaber Karl Schmiedicke (1870–1926).

## Beschreibung
Turbinicarpus schmiedickeanus wächst einzeln mit trübgrünen bis blaugrünen oder graugrünen, kugelförmigen bis abgeflacht kugelförmigen Körpern und hat eine fleischige Pfahlwurzel. Die Körper erreichen Wuchshöhen von 1 bis 3 Zentimetern und Durchmesser von 1,5 bis 5 Zentimetern. Ihre Höcker sind konisch, verlängert konisch oder breit und gerundet. Es sind 1 bis 10 (oder mehr) Dornen vorhanden, die auch fehlen können. Sie sind dick und schwammig, abgeflacht und papierartig oder biegsam und leicht gebogen oder verdreht.
Die weißen, cremefarbenen, grünlich gelben oder magentafarbenen Blüten sind 1,5 bis 2,6 Zentimeter lang und weisen Durchmesser von 1 bis 3,2 Zentimetern auf. Die rundlichen grünlichen Früchte werden bei der Reife etwas fleischig.

## Systematik, Verbreitung und Gefährdung
Turbinicarpus schmiedickeanus ist in den mexikanischen Bundesstaaten Nuevo León, Tamaulipas und San Luis Potosí verbreitet.
Die Erstbeschreibung als Echinocactus schmiedickeanus erfolgte 1928 durch Friedrich Bödeker. Curt Backeberg und Franz Buxbaum stellten die Art 1937 in die Gattung Turbinicarpus. Weitere nomenklatorische Synonyme sind Strombocactus schmiedickeanus (Boed.) A.Berger (1929), Toumeya schmiedickeana (Boed.) W.T.Marshall (1946), Neolloydia schmiedickeana (Boed.) E.F.Anderson (1986), Pediocactus schmiedickeanus (Boed.) Halda (1998) und Strombocactus schmiedickeanus (Boed.) J.West (1930, nom. inval.).
Es werden folgende Unterarten unterschieden:
- Turbinicarpus schmiedickeanus subsp. andersonii Mosco
- Turbinicarpus schmiedickeanus subsp. gracilis (Glass & R.A.Foster) Glass
- Turbinicarpus schmiedickeanus subsp. klinkerianus (Backeb. & H.Jacobsen) Glass & R.A.Foster
- Turbinicarpus schmiedickeanus subsp. macrochele (Werderm.) N.P.Taylor
- Turbinicarpus schmiedickeanus subsp. rubriflorus (Gerhart Frank) Panar.
- Turbinicarpus schmiedickeanus subsp. sanchezii-mejoradae García-Mor., Gonz.-Bot. & Vargas-Vázq.
- Turbinicarpus schmiedickeanus subsp. schmiedickeanus

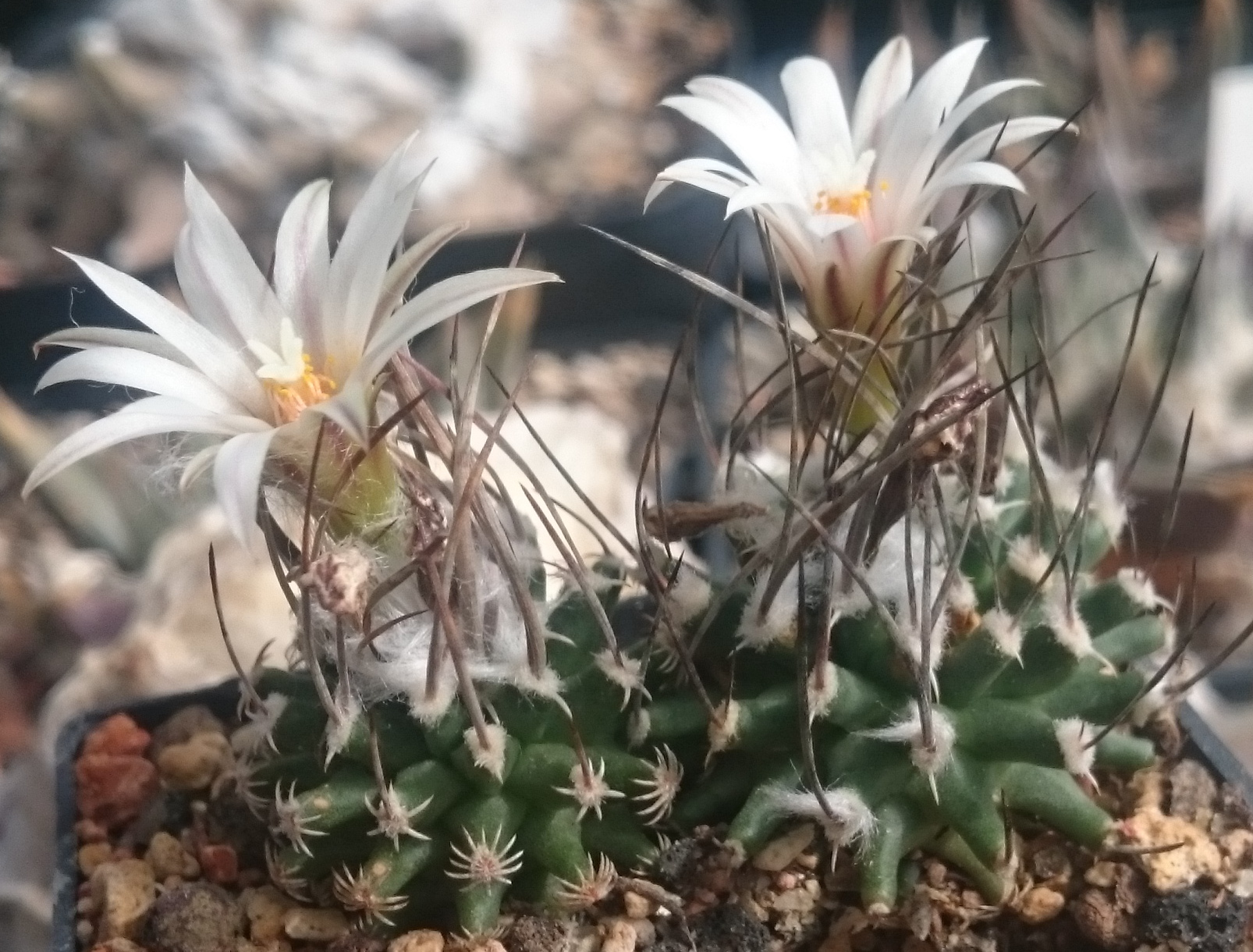
Turbinicarpus schmiedickeanus subsp. gracilis
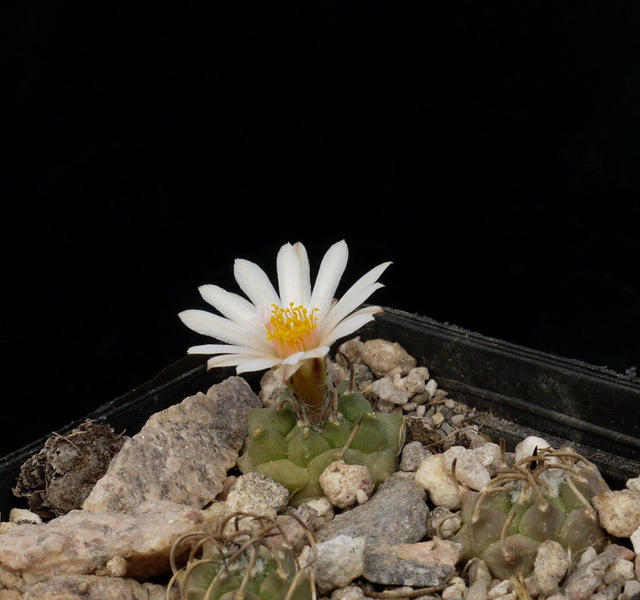
Turbinicarpus schmiedickeanus subsp. klinkerianus
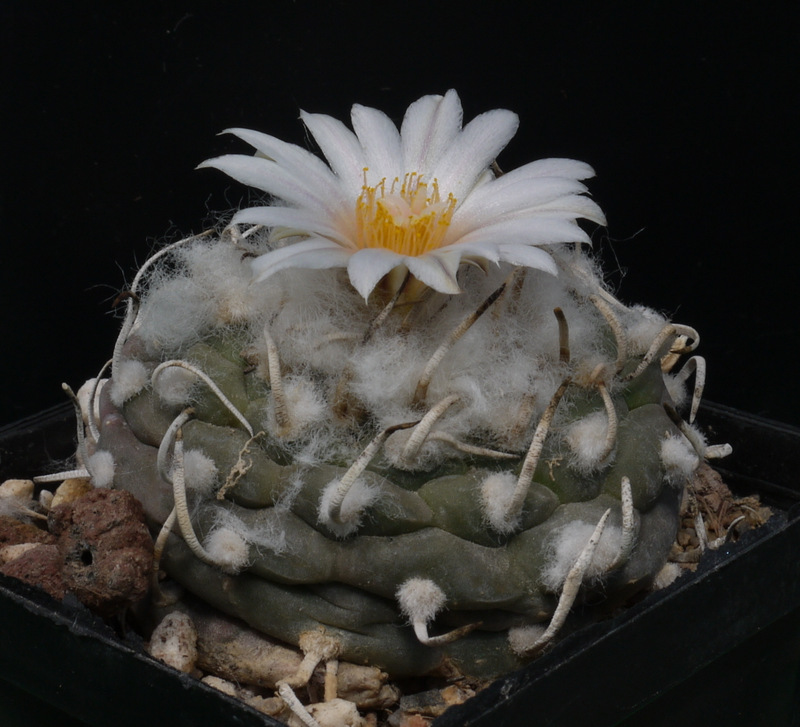
Turbinicarpus schmiedickeanus subsp. macrochele
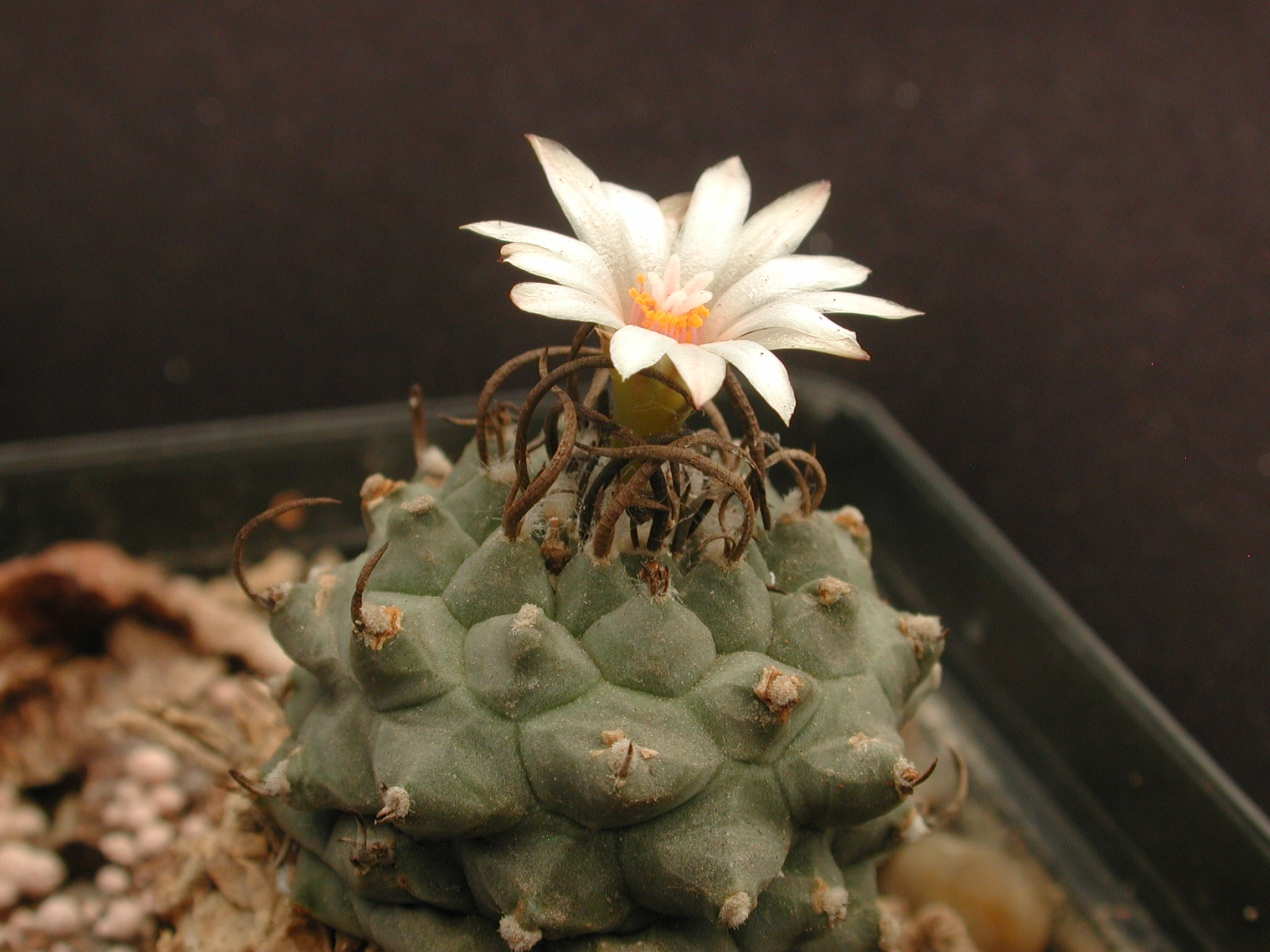
Turbinicarpus schmiedickeanus subsp. schwarzii

Turbinicarpus schmiedickeanus wird in Anhang I des Washingtoner Artenschutz-Übereinkommen geführt. In der Roten Liste gefährdeter Arten der IUCN ist sie als „Near Threatened (NT)“, d. h. als gering gefährdet eingestuft.
Die Unterarten Turbinicarpus schmiedickeanus subsp. andersonii, Turbinicarpus schmiedickeanus subsp. dickisoniae, Turbinicarpus schmiedickeanus subsp. flaviflorus, Turbinicarpus schmiedickeanus subsp. gracilis, Turbinicarpus schmiedickeanus subsp. schmiedickeanus und Turbinicarpus schmiedickeanus subsp. schwarzii wurden 2002 als „Critically Endangered (CR)“, d. h. vom Aussterben bedroht eingestuft. Turbinicarpus schmiedickeanus subsp. klinkerianus wurde als „Near Threatened (NT)“, d. h. als gering gefährdet eingestuft. Bei der Aktualisierung der Roten Liste gefährdeter Arten im Jahr 2009 wurden die Unterarten nicht neu bewertet und aus der Liste entfernt.

## Nachweise